# Снежный шторм в США (2025)
Снежный шторм в США (англ. Winter storm) произошел 4-9 января 2025 года, принёсший сильный снегопад и гололёд на дорогах.
В пятницу количество отключений электричества резко возросло из-за погодных условий. Более 360 тыс. человек остались без электричества.
Снегопад в Атланте начался ещё до рассвета, что привело к отмене и задержке нескольких сотен рейсов. Другие аэропорты со значительными задержками и отменами рейсов находились в Шарлотте, штате Северная Каролина, Даллас-Форт-Уэрт и Нэшвилле, штате Теннесси.
В некоторых округах Южной Каролины началась зима впервые за три года.

## Наблюдения метеорологов
2 января 2025 года Национальная метеорологическая служба опубликовала прогноз, в котором предупредила о приближающемся сильном зимнем шторме, который, как ожидается, затронет несколько регионов континентальной части Соединённых Штатов, назвав его «жестоким бедствием». В прогнозе говорилось о том, что в нескольких географических регионах, от центральных Великих равнин до долин Огайо и Теннесси, а также в среднеатлантическом регионе, ожидается сильный снегопад и обледенение.
К 4 января над регионом Техас-Панхандл и Оклахомой сформировалась область низкого давления. Эта область взаимодействовала с температурами ниже среднего, которые уже установились на Центральных равнинах и Среднем Западе. Прогнозировалось, что «мощная» область низкого давления среднего уровня будет перемещаться от Канзаса до Вирдгинии и Северной Каролины в течение 48 часов. Прогнозировалось, что тёплый фронт вызовет сильные грозы в долине Нижнего Миссисипи, из-за чего Центр прогнозирования штормов 5 января объявил повышенный уровень опасности (3-й из 5-ти) на территории от северо-востока Луизианы до запада Миссисипи с возможностью торнадо, крупного града и разрушительных прямых ветров.